# ベター・デイ (曲)
「ベター・デイ」 (Better Day) は、ロックバンド、オーシャン・カラー・シーン (OCS) による楽曲である。
1997年にリリースされ、全英シングルチャートで9位に達した。1997年のアルバム『マーチング・オールレディ』に収録され、「ハンドレッド・マイル・ハイ・シティ」、「トラヴェラーズ・チューン」に続いて、このアルバムから3番目のシングルとしてリリースされた。
歌詞中の名前はバンドメンバーを指す：Sonny = サイモン・ファウラー、Davey/Minnie = デーモン・ミンケラ、Stevie = スティーヴ・クラドック、Harry = オスカー・ハリスン。

## 収録曲
1. ベター・デイ – Better Day
2. ザ・ベスト・ベット・オン・チャイナスキー – The Best Bet on Chinaski
3. オン・アンド・オン – On and On